# Оллуорт, Эдвард
 Эдвард Эй Оллуорт (англ. Edward A. Allworth, 1 декабря 1920 — 20 октября 2016, Нью-Йорк, Нью-Йорк) — американский историк,специализировавшийся по истории Центральной Азии.
Оллуорт изучал различные этнические группы Центральной Азии, включая узбеков, таджиков и бухарских евреев. Он написал множество книг по истории Центральной Азии.
Оллуорт получил степень бакалавра в Университете штата Орегон и степень магистра в Чикагском университете. В 1959 году он получил степень доктора философии в Колумбийском университете. Во время Второй мировой войны Оллворс служил в воздушно-десантной дивизии армии США. 
После демобилизации Оллворс преподавал широкий спектр курсов по изучению Центральной Азии в Колумбийском университете. В 1984 году он основал кафедру языков и культур Ближнего Востока, чтобы сосредоточиться на изучении современной Центральной Азии. Он опубликовал множество книг по истории Центральной Азии. К ним относятся Uzbek Literary Politics (1964), Central Asian Publishing and the Rise of Nationalism (1965), Central Asia: A Century of Russian Rule (1967), The Nationality Question in Soviet Central Asia (1973), Nationality Group Survival in Multiethnic States (1977), The Modern Uzbeks: From the Fourteenth Century to the Present (1990), и The Preoccupations of Abdalrauf Fitrat, Bukharan Nonconformist: An Analysis and List of His Writings (2000). 
Оллуорт был почетным профессором тюрко-советских исследований в Колумбийском университете. Он был директором-основателем в Колумбийском университете как Программы по проблемам советской национальности (1970), так и Центра по изучению Центральной Азии (1984). Оллворс свободно говорил на узбекском и уйгурском языках. 
Одним из учеников Оллуорта был ученый Тимур Ходжа оглу.
Оллуорт умер 20 октября 2016 года в Нью-Йорке. В ноябре 2016 года Общество исследований Центральной Евразии посмертно наградило Оллвортса премией CESS Lifetime Service to the Field Award.